# ВВС 52-й армии
Военно-воздушные силы 52-й армии (ВВС 52-й армии) — оперативное авиационное соединение времен Великой Отечественной войны.

## История наименований
- ВВС 52-й армии;

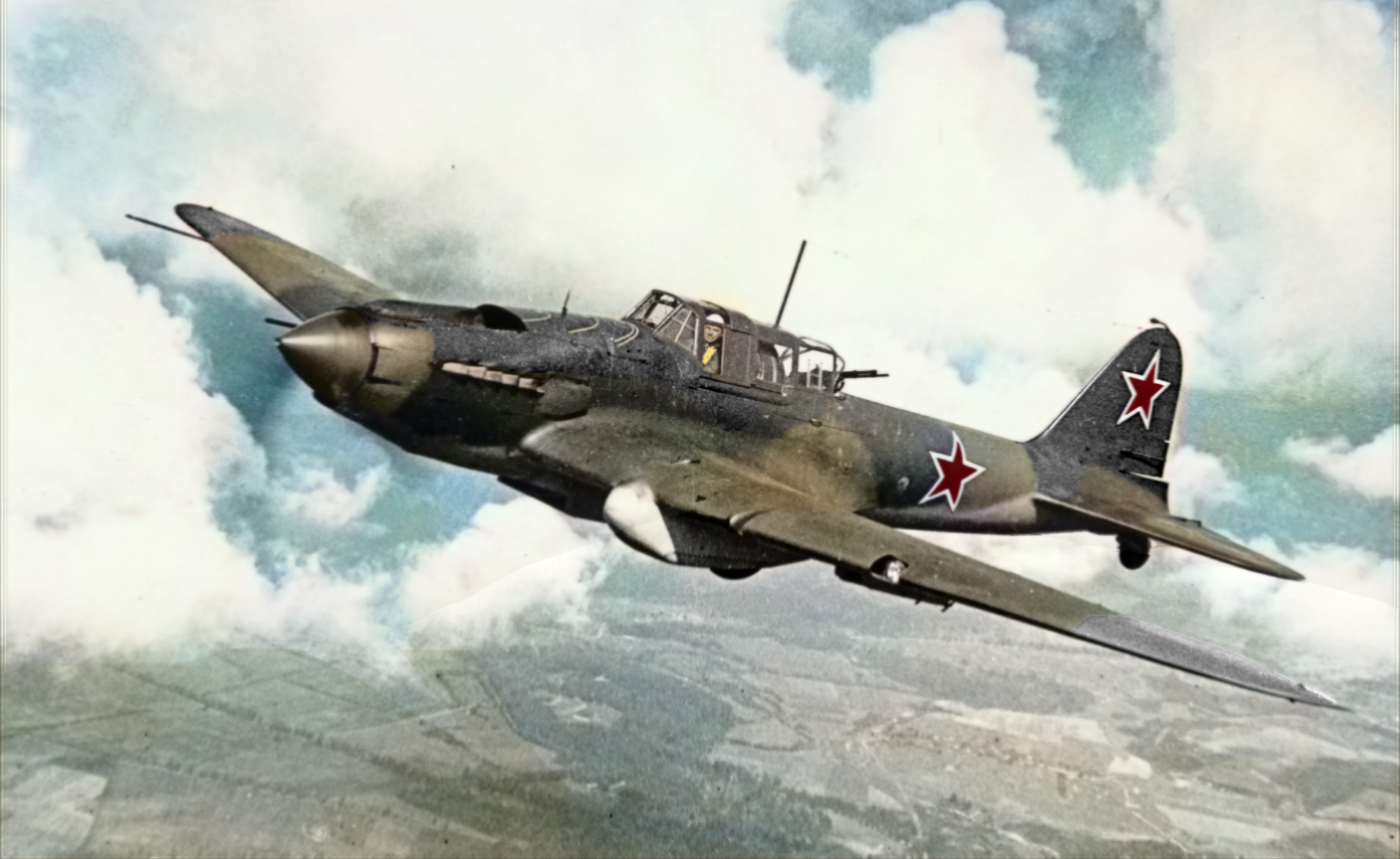
На вооружении штурмовых полков стоял самолёт Ил-2. Конструкторы называли разработанный ими штурмовик Ил-2 «летающим танком», истребители люфтваффе прозвали его «бетонным самолётом» (нем. Betonflugzeug), солдаты вермахта называли его «чумой» (нем. Schwarzer Tod, дословно: «чёрная смерть»).

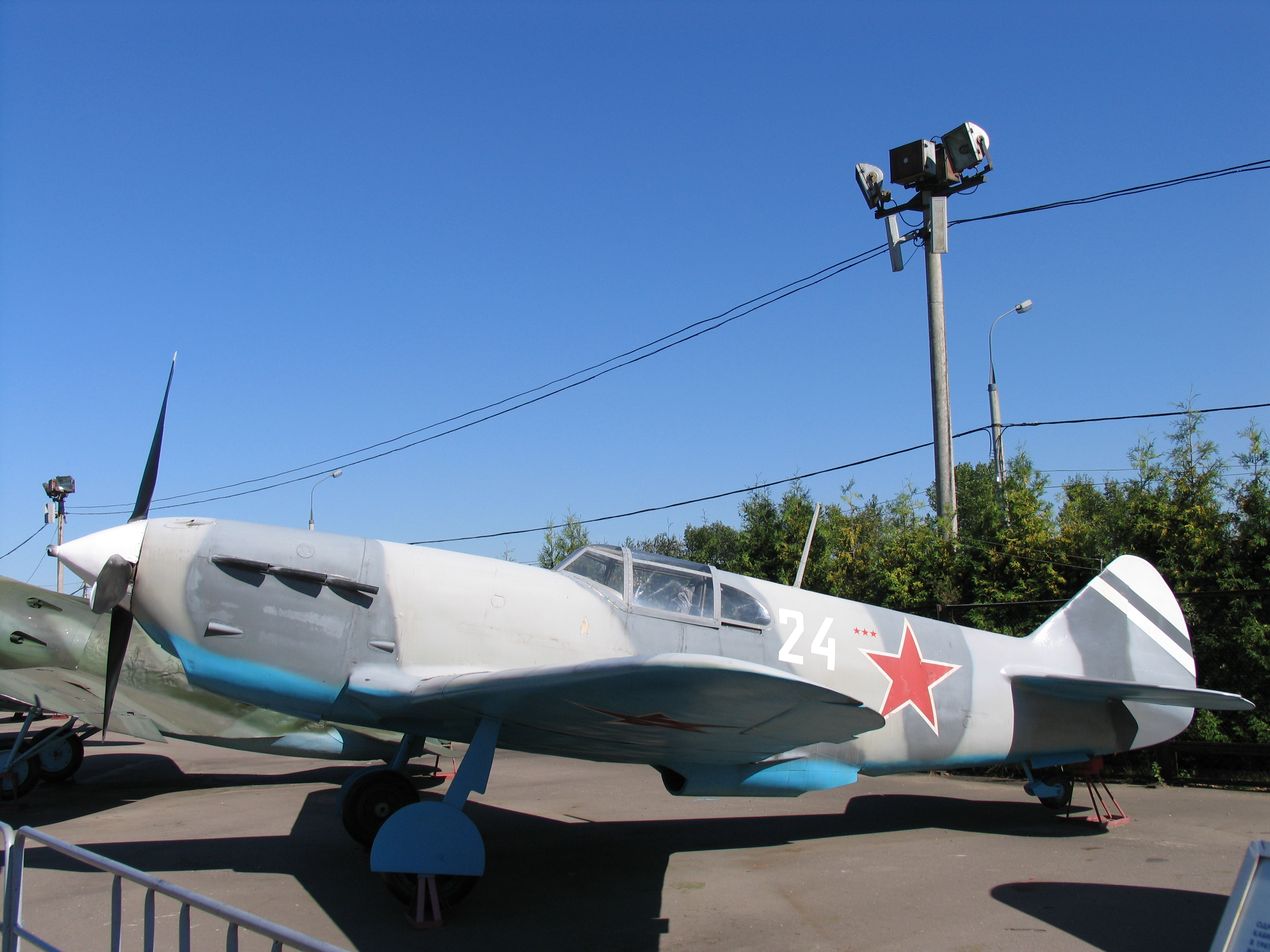
Истребительная авиации ВВС армии имела на вооружении самолёты типа ЛаГГ-3. На фото представлен экспонат Музея на Поклонной горе в Москве.

- 292-я штурмовая авиационная дивизия[1];
- 292-я штурмовая авиационная Красноградская дивизия (19.09.1943 г.);
- 9-я гвардейская штурмовая авиационная Красноградская дивизия;
- 9-я гвардейская штурмовая авиационная Красноградская Краснознамённая дивизия;
- 9-я гвардейская штурмовая авиационная Красноградская Краснознамённая ордена Суворова дивизия[2];
- 9-я гвардейская штурмовая авиационная Красноградская Краснознамённая ордена Суворова дивизия[2];
- Войсковая часть (Полевая почта) 30007.

## История и боевой путь
ВВС 52-й армии сформированы на основании директивы заместителя наркома № орг/6/539399 от 23.08.1941 г. и директивы Военного совета МВО № 106478сс от 28.08.1941 г. при штабе 52-й армии. В состав ВВС армии при формировании вошли:
- 434-й истребительный авиационный полк (20 самолётов ЛаГГ-3, аэродром Исанино (Рыбинск, 12 км юго-западнее);
- 283-й истребительный авиационный полк (20 самолётов И-16, аэродром Никольское (Кашин, 8 км северо-западнее);
- 179-й истребительный авиационный полк (18 самолётов МиГ-3, аэродром Кайвакса);
- 138-й бомбардировочный авиационный полк (18 самолётов Пе-2, аэродром Шарыгино поле (Кимры, северо-западнее);

Полки объединены во 2-ю резервную авиагруппу. С 14 сентября 1941 года в составе ВВС армии 214-й штурмовой авиаполк на Ил-2 в количестве 19 самолётов. Полки ВВС армии наносили бомбовые и штурмовые удары по войскам и технике противника в районах Истошино, Сухая Ветошь, Ореховно, Холя, Молвотицы, Мясной Бор, Лядно, Грузино, Спасская Полисть.
С 16 сентября из состава ВВС армии убыл 214-й штурмовой авиаполк. На 17 сентября боеспособных самолётов в ВВС армии осталось 30 самолётов:
- 283-й истребительный авиационный полк — 16 И-16;
- 434-й истребительный авиационный полк — 5 ЛаГГ-3;
- 138-й бомбардировочный авиационный полк — 9 Пе-2.

В связи с переходом ВВС РККА на армейскую систему управления на базе Управления ВВС 52-й армии Приказом НКО СССР № 00147 от 20 июля 1942 года в составе 2-й истребительной авиационной армии Резерва ВГК сформирована 292-я штурмовая авиационная дивизия.
В составе действующей армии во время Великой Отечественной войны ВВС армии находились с 28 августа 1941 года по 22 июля 1942 года.

## Командующие
- полковник Писарский Борис Романович,
- полковник Брайко Петр Игнатьевич

## В составе объединений

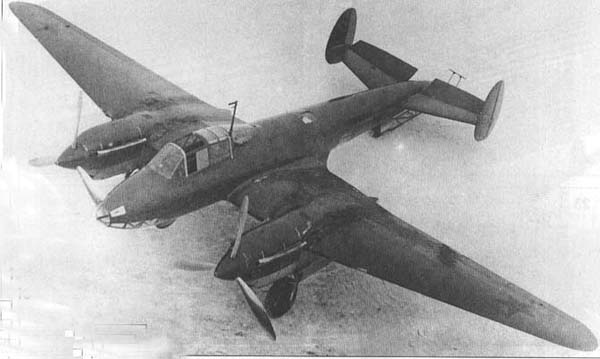
Самолет Пе-2 стоял на вооружении бомбардировочных полков ВВС армии.

| Дата          | Фронт (округ)                   |
| ------------- | ------------------------------- |
| 28.08.1941 г. | ВВС Московского военного округа |
| 31.08.1941 г. | Резерв ставки ВГК               |
| 17.12.1941 г. | ВВС Волховского фронта          |
| 24.04.1942 г. | ВВС Ленинградского фронта       |
| 09.06.1942 г. | ВВС Волховского фронта          |

## Участие в операциях и битвах
- Тихвинская стратегическая наступательная операция — с 17 декабря по 30 декабря 1941 года.
- Любанская наступательная операция — с 7 января по 30 апреля 1942 года.

## Боевой состав

### Боевой состав на 1941 год
| - 2-я резервная авиационная группа: - 434-й истребительный авиационный полк - 283-й истребительный авиационный полк - 179-й истребительный авиационный полк - 138-й бомбардировочный авиационный полк |

| - - 313-й штурмовой авиационный полк; - 169-й истребительный авиационный полк; - 513-й истребительный авиационный полк; - 526-й истребительный авиационный полк. |

| - - 313-й штурмовой авиационный полк; - 2-й гвардейский истребительный авиационный полк; - 513-й истребительный авиационный полк; |

### Боевой состав на 1942 год
| - - 313-й штурмовой авиационный полк; - 2-й гвардейский истребительный авиационный полк; - 513-й истребительный авиационный полк; - 673-й ночной бомбардировочный авиационный полк; |

| - - 313-й штурмовой авиационный полк; - 2-й гвардейский истребительный авиационный полк; - 513-й истребительный авиационный полк; - 673-й ночной бомбардировочный авиационный полк; |

| - - 2-й гвардейский истребительный авиационный полк; - 513-й истребительный авиационный полк; - 662-й смешанный авиационный полк; - 673-й ночной бомбардировочный авиационный полк; |

| - - 2-й гвардейский истребительный авиационный полк; - 10-й истребительный авиационный полк; - 425-й истребительный авиационный полк; - 796-й истребительный авиационный полк; - 662-й смешанный авиационный полк; |

| - - 2-й гвардейский истребительный авиационный полк; - 10-й истребительный авиационный полк; - 662-й смешанный авиационный полк; - 665-й легкобомбардировочный авиационный полк; |

| - - 2-й гвардейский истребительный авиационный полк; - 10-й истребительный авиационный полк; - 662-й смешанный авиационный полк; |